# Germund Somme
Germund Abrahamsson Somme, död februari 1621 i Lübeck, var en svensk ämbetsman.

## Biografi
Germund Somme var son till Abraham Germundsson (Somme) och Märta Christiernsdotter (Siöblad). Han nämns första gången 1595 och blev mellan 1597–1599 häradshövding i Valkebo härad, som han innehade fram till 1604 eller 1605. Germund Somme avled i 1621 och begravdes i Åsbo kyrka.
Eventuellt så avled Germund Somme i Lübeck.

### Egendom
Germund Somme hade från 1600 till 1610 Opplunda säteri i Rakereds socken som sätesgård och från 1613 till 1617 Laggarp i Åsbo socken som sätesgård. Han ägde jord i bland annat Göstrings härad, Lysings härad och Valkebo härad i Östergötland, Norra Vedbo härad i Småland och Gäsene härad och Kinds härad i Västergötland.

### Familj
Germund Somme var gift med Bengt Bengtsdotter (Lilliestielke) (död 1623), dotter av fogden och häradshövdingen Bengt Carlsson (Lilliestielke) och Märta Olofsdotter (Oxehufvud). De fick tillsammans en dotter utan namn och Märta Somme (död mellan 1647–1652) som var gift översten och häradshövdingen Arvid Stierna.

## Vapensköld
Germund Somme hade ett tjurhuvud som vapensköld.